# Portada/article abril 14

## Art romànic de la Baixa Cerdanya
L'art romànic de la Baixa Cerdanya es dona principalment a l'arquitectura religiosa de les seves esglésies. Es té notícies de moltes d'elles gràcies a l'acta de consagració de la catedral de la Seu d'Urgell on consta una llista de seixanta-vuit parròquies, esglésies i viles de la Cerdanya, que foren assignades en dot a Santa Maria d'Urgell. Fins al 1802, del bisbat d'Urgell depenien els pobles de la Cerdanya. Més tard la divisió provincial espanyola del 1833 va trencar administrativament la comarca.
Les característiques arquitectòniques principals de les esglésies són la simplicitat estructural i les dimensions reduïdes. Aquest art arquitectònic desenvolupat a Catalunya a voltants del segle x fou anomenat per Puig i Cadafalch com el primer romànic amb corrents artístics procedents de França i Itàlia.